# Ngô Thanh Vân
Ngô Thanh Vân, née le 26 février 1979, également connue sous le nom de Veronica Ngo ou ses initiales NTV, est une actrice, réalisatrice, productrice, chanteuse et mannequin vietnamienne.   
À l'international, elle est connue principalement pour ses rôles dans The Old Guard, Star Wars : Épisode VIII : Les Derniers Jedi, Furie et Bright.

## Enfance et débuts
Née le 26 février 1979 dans la province Trà Vinh au Viêt Nam, Ngô Thanh Vân est la benjamine de ses frères et sœurs, avec trois frères plus âgés. À l'âge de 10 ans, sa famille l'a fait traverser la frontière en bateau, elle fait partie des boat-people. En 1990, Ngô Thanh Vân arrive en Norvège.
En 1999, à l'âge de vingt ans, Ngô revient au Viêt Nam où elle participe à un concours de beauté organisé par le magazine Women's World, et termine deuxième finaliste. À la suite de ce succès initial, elle lance sa carrière de mannequin au Viêt Nam en tant que mannequin pour des magazines, des calendriers et des collections de mode. Elle se fait remarquer et elle obtient son premier rôle d'actrice sur le petit écran dans Huong De, une courte série télévisée sur la chaîne HTV.

## Carrière

### Carrière musicale
En 2002, Ngô fait son entrée vers la scène musicale en tant que chanteuse de pop-dance avec l'aide du producteur Quoc Bao. Elle enregistre l'album en duo Vuon Tinh Nhan (Lovers' Garden) avec le chanteur Tuan Hung.
L'année d'après, toujours avec l'aide du producteur Quoc Bao, Ngô sort son premier album solo, Thế giới trò chơi (Playworld), le 26 février. Cet album est un Long play power pop-dance avec le thème NTV Virus. Deux vidéoclips ont été filmés pour l'album ; Thế giới trò chơi et Ngày tươi sáng. Ces deux vidéos sont les premiers vidéoclips vietnamiens à présenter des effets spéciaux professionnels et figurent parmi les vidéoclips vietnamiens les plus onéreux jusqu'à ce jour.
En 2004, Ngô enchaîne avec son deuxième album, Bí ẩn vầng trăng (Mystères de la lune), qui présente un thème lunaire. Trois vidéoclips sont sortis pour cet album : Bí ẩn vầng trăng, le thème de la pom-pom girl Vươn đến tầm cao (Atteindre le ciel) et la ballade Khi nào em buồn (Quand je suis triste), qui a ensuite été reprise par de nombreux artistes dont Mat Ngôc, Minh Thuan et Thanh Thảo.
À l'automne 2006, après une pause de deux mois en Amérique, Ngô revient au Viêt Nam et commence à enregistrer son quatrième album dont elle a promis qu'il serait un disque d'hymne de danse. En octobre 2006, Ngô chante pour la première fois la chanson I Won't Stop Loving You une nouvelle collaboration avec Quốc Bảo, sur le dernier épisode de 21st Century Woman sur VTV. L'album sort à l'été 2007. En mai 2007, Ngô annonce que le quatrième titre de l'album serait Studio 68 car 68 était son numéro porte-bonheur. Elle sort Studio 68 le 10 janvier 2008.
En 2006, Ngô signe un contrat pour apparaître dans l'émission musicale et comique de longue date Vân Sơn, produite par Vân Sơn Entertainment, une société de production musicale vietnamienne à l'étranger. Depuis, elle apparaît dans tous les DVD de Vân Sơn à ce jour.
Au cours des premiers mois de 2008, Ngô commence à travailler sur son prochain album Nước mắt thiên thần (Tears of Angel), tandis que Studio 68 a reçu le prix Album le plus créatif dans le prix mensuel Album en or (Album Vàng), de la chaine HTV7.

### Carrière d'actrice
En 2004, Ngô fait sa première apparition internationale dans Rouge, une série télévisée en treize épisodes diffusée en fin de soirée sur AZN Television. Rouge a été produit par MTV Asia & MediaCorp Singapore et a été largement diffusé en Asie et en Australie. Pour le reste de l'année, Ngô était occupée avec la campagne promotionnelle pour Rouge à travers l'Asie et l'enregistrement de son troisième album. Elle a été choisie comme l'actrice préférée de Rouge sur le site MTV Asia.
Le 5 septembre 2005, My Way, le troisième album de Ngô, est sorti. Cet album est produit par Ngô elle-même et inclut une collaboration avec un groupe de producteurs appelé The Dreams. My Way présente plusieurs genres, du rock alternatif à la pop, au R&B et au hip hop. Elle a remixé la célèbre chanson de Trịnh Công Sơn Quynh Huong.

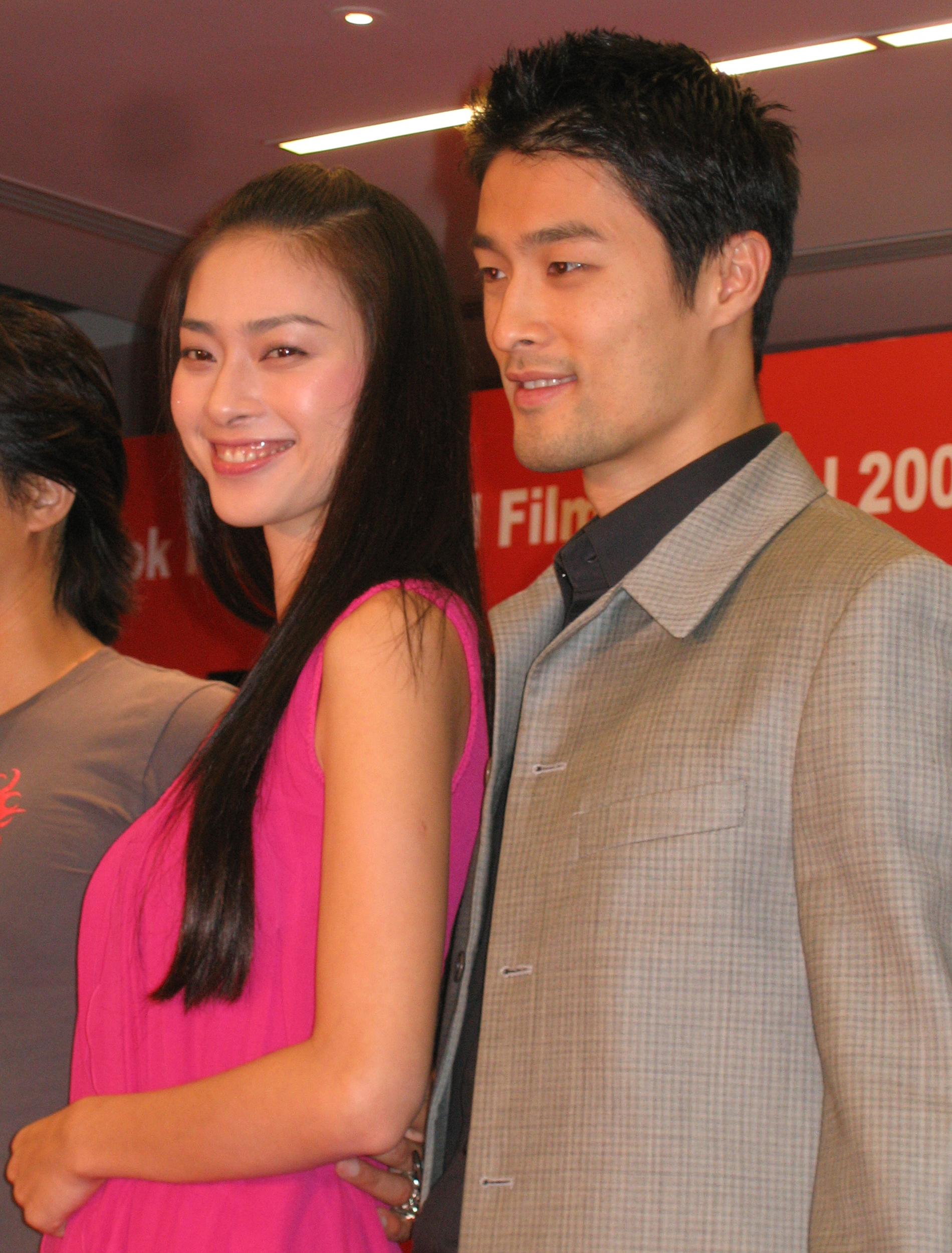
Johnny Nguyen et Ngô Thanh Vân au Festival du film de Bangkok 2007 pour la promotion du film '(The Rebel).

Après My Way, Ngô s'engage davantage dans sa carrière d'actrice, avec de nombreux rôles principaux dans des films tels que Saigon Love Story de Ringo Le, 2 en 1 de Dao Duy Phuc et The Rebel de Charlie Nguyen Chanh Truc avec Johnny Trí Nguyễn. The Rebel devient (jusqu'en 2020 au moins) le film le plus rentable du Viêt Nam de tous les temps. Ngô remporte le prix Lotus d’or de la meilleure actrice au festival annuel du film du Viêt Nam 2006. Au printemps de 2007, Ngô joue également  dans un nouveau thriller appelé Ngôi nhà bí ẩn (Manoir hanté), qui a été diffusé dans les cinémas vietnamiens en novembre 2007.
Après son succès dans The Rebel, Ngô rend public sa relation avec Johnny Trí Nguyễn, qui met fin à son mariage avec Cathy Viet Thi, une chanteuse de Van Son.
En 2009, Ngô joue de nouveau aux côtés de Johnny Trí Nguyễn dans un film d'action Clash de Chanh Phuong. Elle ouvre en parallèle sa propre agence de talents appelée VAA.
En 2010, Ngô participe en tant que candidate dans la version vietnamienne de Danse avec les stars . Elle termine vainqueur de la première saison.  Après avoir gagné, Ngô révèle qu'elle reprendrait sa carrière musicale en 2011. À l'automne, elle entreprend une tournée nationale de promotion.
En 2016, elle apparaît dans Tigre et Dragon 2.
En 2017, elle joue le rôle de Paige Tico, la sœur aînée de Rose Tico, dans Star Wars, épisode VIII :Les derniers Jedi. Bien que son temps d'écran est bref, la mort de son personnage est un acte important de sacrifice de soi qui affecte les principaux personnages du film, en particulier Rose. En 2017, elle joue le rôle de Tien, un elfe inferni travaillant pour Leilah, le principal antagoniste du film Netflix Bright.
En 2019, elle joue le rôle de Hai Phượng dans le film d'action vietnamien Furie. Furie devient le film national le plus rentable de tous les temps au Viêt Nam et est sélectionné par le ministère de la culture, des sports et du tourisme pour représenter le Viêt Nam aux Oscars 2020. Ngô Thanh Vân remporte le prix Daniel A. Craft pour l'excellence dans le cinéma d'action (Daniel A. Craft Award Excellence in Action Cinema) au 18e festival du film asiatique de New York (New York Asian Film Festival).  En 2020, elle  joue dans The Old Guard aux côtés de Charlize Theron et dans le film de Spike Lee, Da 5 Bloods avec Chadwick Boseman.

### Production et réalisation de films
En 2014, Ngô Thanh Vân joue dans la comédie romantique Ngày nay ngày nay  (Aujourd’hui, aujourd’hui). C'est aussi le premier film qu'elle assume dans le rôle de productrice. Le film reçoit de nombreux commentaires positifs de la part de la critique grâce au facteur mythologique qui est encore nouveau sur le marché du film vietnamien, et comptabilise plus de 500 000 entrées à Hô Chi Minh-Ville les trois premières semaines après sa sortie. En 2016, elle a joué dans et réalisé son premier film : Tam Cam: l'histoire inconnue.  Le film a rapporté 22 milliards de VND après les trois premiers jours de sa sortie. Au 21e Festival international du film de Busan, l'interprète du rôle principal, Isaac Pham reçoit le prix "Rising Star", et le film a reçu une nomination dans la catégorie Une fenêtre sur le cinéma asiatique.  
Son troisième projet de film en tant que productrice, La Tailleuse de Saigon, se déroule à Saigon dans les années 1960. Ngô Thanh Vân joue également un rôle secondaire dans le film. Le film a été présenté au Festival international du film de Busan en septembre 2017. Il a été choisi par le ministère de la culture, des sports et du tourisme pour représenter le Viêt Nam aux Oscars 2019.
Début 2018, le film Về quê ăn Tết (Rentrer pour Tet) avec Ngô Thanh Vân en tant que producteur et acteur principal est sorti. Elle joue également le rôle de productrice du drame réformé Song Lang.

### Autre
En 2017, Ngô Thanh Vân est la seule actrice listée par le magazine Forbes parmi des 50 femmes les plus influentes du Viêt Nam.
En 2019, Ngô est sélectionnée pour faire partie du jury du New York Asian Film Festival.
Le 4 mai 2019, elle a publié son autobiographie Alpha Woman: Thành công ngoài vùng an toàn (Femme Alpha: le succès au-delà de la zone de confort). Le livre est organisé comme un journal, enregistrant ses jalons, depuis son enfance, son départ du Viêt Nam pour vivre en Norvège, son retour, ses activités dans l'industrie du divertissement.
Le 10 octobre 2019, Ngô Thanh Vân signe un accord pour être l'ambassadrice (en) de la marque du constructeur automobile vietnamien VinFast.

## Discographie
- 2002 : Vườn Tình Nhân (Lovers' Garden) avec Tuan Hung
- 2003 : Thế giới trò chơi (Playworld)
- 2004 : Bí ẩn vầng trăng(Mystère de la Lune)
- 2005 : My Way (Con đường em đi)
- 2008 : Studio 68 (Heaven : The Virus Remix)
- 2008 : Larmes d'ange (Nước mắt thiên thần)

## Filmographie

### Télévision
| Année     | Titre                 | Remarques                                              |
| --------- | --------------------- | ------------------------------------------------------ |
| 2002      | Huong De              |                                                        |
| 2004      | Rouge                 |                                                        |
| 2007-2009 | Cô Gái Xấu Xí         | Version vietnamienne de Ugly Betty - Cameo             |
| 2010      | Bước nhảy hoàn vũ     | Version vietnamienne de Danse avec les stars - GAGNANT |
| 2013      | Projet Runway Vietnam | Juge                                                   |

### Cinéma
| Année | Titre                         | Titre original                | Rôle                                              | Remarques |
| ----- | ----------------------------- | ----------------------------- | ------------------------------------------------- | --- |
| 2006  | 2 en 1                        | 2 trong 1                     | Như Lan                                           | |
| 2006  | Histoire d'amour de Saïgon    | Chuyện tình Sài Gòn           | Tâm                                               | Tourné en 2004, premier film de Vân                                                                                                   |
| 2007  | The rebel                     | Dòng Máu Anh Hùng             | Võ Thanh Thúy                                     | |
| 2007  | Ngôi Nhà Bí Ân                | Ngôi Nhà Bí Ân                | Trúc                                              | |
| 2009  | Clash                         | Bẫy rồng                      | Trinh / Phénix, productrice                       | premier film en tant que productrice                                                                                                  |
| 2011  | Perles d'Extrême-Orient       | Ngọc viễn đông                | Sœur                                              | |
| 2012  | House in the Alley            | Ngôi nhà trong hẻm            | Thảo                                              | |
| 2013  | Once Upon a Time in Vietnam   | Lửa Phật                      | Ánh                                               | |
| 2014  | Aujourd'hui, Aujourd'hui      | Ngày nảy ngày nay             | Đan Nương                                         | |
| 2016  | Bitcoin Heist                 | Siêu trộm                     | Kỳ                                                | |
| 2016  | Tigre et Dragon 2             |                               | Mante                                             | |
| 2016  | Tam Cam : l'histoire inconnue | Tấm Cám : Chuyện chưa kể      | La belle-mère, réalisatrice, productrice          | Les débuts de réalisatrice de Vân. Issac Pham gagne le prix « Rising star » du Festival du film de Busan 2016 pour le rôle principal. |
| 2017  | La Tailleuse de Saigon        | Cô Ba Sài Gòn                 | Thanh Mai, productrice                            | |
| 2017  | Star Wars : Les derniers Jedi | Star Wars : Les derniers Jedi | Paige Tico                                        | |
| 2017  | Bright                        | Bright                        | Tien                                              | |
| 2018  | Going Home for Tet            | Về quê ăn Tết                 | Đậu Xanh                                          | |
| 2018  | Song Lang                     | Song Lang                     | Productrice                                       | |
| 2019  | Furie                         | Hai Phượng                    | Hai Phượng                                        | |
| 2020  | Da 5 Bloods                   | Da 5 Bloods                   | Hanoi Hannah                                      | |
| 2020  | The Old Guard                 | The Old Guard                 | Quynh                                             | |
| 2022  | La Princesse                  | The Princess                  | Linh                                              | |
| 2022  | L'Aube des Furies             | Thanh Sói                     | Jacqueline (Lin) Hoang, réalisatrice, productrice | |
| 2023  | The Creator                   | The Creator                   | Kami                                              | |
| 2025  | The Old Guard 2               | The Old Guard 2               | Quynh                                             | |